# Wapen van Benthuizen

Wapen van Benthuizen

Het wapen van Benthuizen werd op 24 december 1817 aan de Zuid-Hollandse gemeente Benthuizen toegekend. De gemeente is op 1 januari 1991 opgegaan in de gemeente Rijnwoude. Het wapen van Benthuizen is daardoor komen te vervallen. De graszoden uit het wapen kwamen terug in het Wapen van Rijnwoude. Sinds 1 januari 2014 valt het gebied onder de gemeente Alphen aan den Rijn. In het wapen van Alphen aan den Rijn zijn geen elementen uit het wapen van Benthuizen opgenomen.

## Blazoenering
De blazoenering van het wapen luidde als volgt:
Coupé, het eerste van zilver beladen met 9 turven van sijnople, staande 5 en 4; het tweede van lazuur beladen met een pal van zilver.
Het schild is horizontaal doorsneden. In het bovenste deel staan negen groene turven (of graszoden) in twee rijen van 5 resp. 4 boven elkaar op een zilveren ondergrond. Het onderste deel bestaat uit een zilveren paal in een blauw veld. De heraldische kleuren zijn zilver (wit), sinopel (groen) en lazuur (blauw).
N.B. In het oorspronkelijke wapen van Oem van Wijngaarden is sprake van vierkante graszoden. Deze zijn in het wapen van Benthuizen opgenomen als rechthoekige turven.

## Geschiedenis
Het wapen is samengesteld uit de wapens van het geslacht Oem van Wijngaarden (boven) en de stad Rotterdam (onder). Dit waren de eigenaren van de heerlijkheid van 1595 tot 1700 resp. vanaf 1700 tot aan het einde van het ancien régime. Van Ollefen noemt als wapen een linkerschuinbalk beladen met 3 achtpuntige sterren van goud, de kleuren niet zeker. Op een kaart door Romeyn de Hooghe die in opdracht van het stadsbestuur te Rotterdam in 1694 werd gemaakt, staat een wapen bestaande uit een zilveren schild, met groene schildvoet en een groene boom met rode bloemen.

## Verwante wapens

Het wapen van Bleskensgraaf
Het wapen van Wijngaarden
Het wapen van Rijnwoude
Heerlijkheidswapen

Ter Aar
· Aarlanderveen
· Abbenbroek
· Abtsregt
· Alkemade
· Alphen
· Ameide
· Ammerstol
· Arkel
· Asperen
· Benthuizen
· Bergambacht
· Bergschenhoek
· Berkel en Rodenrijs
· Berkenwoude
· Bernisse
· Biert
· Binnenmaas
· Bleiswijk
· Bleskensgraaf
· Bleskensgraaf en Hofwegen
· Bodegraven
· Boskoop
· Brandwijk
· Brielle
· Broek, Thuil en 't Weegje
· Charlois
· Cillaarshoek
· Cromstrijen
· De Lier
· De Mijl
· Delfshaven
· Den Bommel
· Dirksland
· Driebruggen
· Dubbeldam
· Everdingen
· Geervliet
· Giessen-Nieuwkerk
· Giessenburg
· Giessendam
· Giessenlanden
· Goedereede
· Gouderak
· Goudriaan
· Goudswaard
· Graafstroom
· 's-Gravendeel
· 's-Gravenzande
· Groot-Ammers
· Groote Lindt
· Haastrecht
· Hagestein
· Hardinxveld
· Hazerswoude
· Heenvliet
· Heer Oudelands Ambacht
· Heerjansdam
· Hei- en Boeicop
· Heinenoord
· Hekelingen
· Hekendorp
· Herkingen
· Hillegersberg
· Hellevoetsluis
· Hodenpijl
· Hoek van Holland
· Hof van Delft
· Hoogblokland
· Hoornaar
· IJsselmonde
· Jacobswoude
· Kamerik
· Katendrecht
· Kedichem
· Kethel en Spaland
· Kijfhoek
· Klaaswaal
· Kleine Lindt
· Korendijk
· Koudekerk aan den Rijn
· Kralingen
· Krimpen aan de Lek
· Lange Ruige Weide
· Langerak
· Leerbroek
· Leerdam
· Leidschendam
· Leimuiden
· Lekkerkerk
· Lexmond
· Liemeer
· Loosduinen
· Liesveld
· Maasdam
· Maasland
· Meerkerk
· Melissant
· Middelharnis
· Mijnsheerenland
· Moerkapelle
· Molenaarsgraaf
· Molenwaard
· Monster
· Moordrecht
· Naaldwijk
· Nederlek
· Niemandsvriend
· Nieuw-Beijerland
· Nieuw-Helvoet
· Nieuw-Lekkerland
· Nieuwe-Tonge
· Nieuwenhoorn
· Nieuwerkerk aan den IJssel
· Nieuwland
· Nieuwpoort
· Nieuwveen
· Noordeloos
· Noordwijkerhout
· Nootdorp
· Numansdorp
· Onwaard
· Ooltgensplaat
· Oostflakkee
· Oostvoorne
· Ottoland
· Oud-Alblas
· Oud-Beijerland
· Ouddorp
· Oude-Tonge
· Oudenhoorn
· Ouderkerk
· Ouderkerk aan den IJssel
· Oudewater
· Oudshoorn
· Overschie
· Papekop
· Pernis
· Peursum
· Piershil
· Pijnacker
· Poortugaal
· Puttershoek
· Reeuwijk
· Rhoon
· Rijnsaterwoude
· Rijnsburg
· Rijnwoude
· Rijsoord
· Rockanje
· Roxenisse
· Rozenburg
· Sandelingen-Ambacht
· Sassenheim
· Schelluinen
· Schiebroek
· Schipluiden
· Schoonhoven
· Schoonrewoerd
· Schuddebeurs en Simonshaven
· Sint Anthoniepolder
· Sint Maartensregt
· Sluipwijk
· Sommelsdijk
· Spijkenisse
· Stad aan 't Haringvliet
· Stellendam
· Stolwijk
· Stompwijk
· Stormpolder
· Streefkerk
· Strevelshoek
· Strijen
· Ter Aar
· Tienhoven
· Valkenburg
· Veur
· Vianen
· Vierpolders
· Vlaardingerambacht
· Vliet
· Vlist
· Voorburg
· Voorhout
· Vrijenban
· Waarder
· Warmond
· Wateringen
· Westmaas
· Westvoorne
· Wieldrecht
· Wijngaarden
· Woerden
· Woubrugge
· 't Woudt
· Zederik
· Zegwaart
· Zevenhoven
· Zevenhuizen
· Zevenhuizen-Moerkapelle
· Zouteveen
· Zuid-Beijerland
· Zuidbroek
· Zuidland
· Zwammerdam
· Zwartewaal

Heerlijkheidswapens:
ter Aa
· Albrandswaard
· Biesland
· Cromstrijen
· Duivenvoorde
· 's-Gravenambacht
· Hoog- en Wout-Harnas
· Langerak bezuiden de Lek
· Lek en Stormpolder
· Nederslingeland
· West-Nieuwland
· Oosterwijk
· Spieringshoek
· Vliet
· Voshol
· Vrijenban
· Vrijenhoeve
· Wieldrecht